# سوق اهراس، الجزایر
سوق اهراس (به عربی: سوق أهراس) شهری در استان سوق اهراس واقع در کشور الجزایر است که در سال ۱۹۹۸ میلادی ۱۱۵٫۸۸۲ نفر جمعیت داشته و جمعیت آن در سال ۲۰۰۵ میلادی به ۱۴۸٫۳۲۸ نفر رسیده‌است.

## نگارخانه

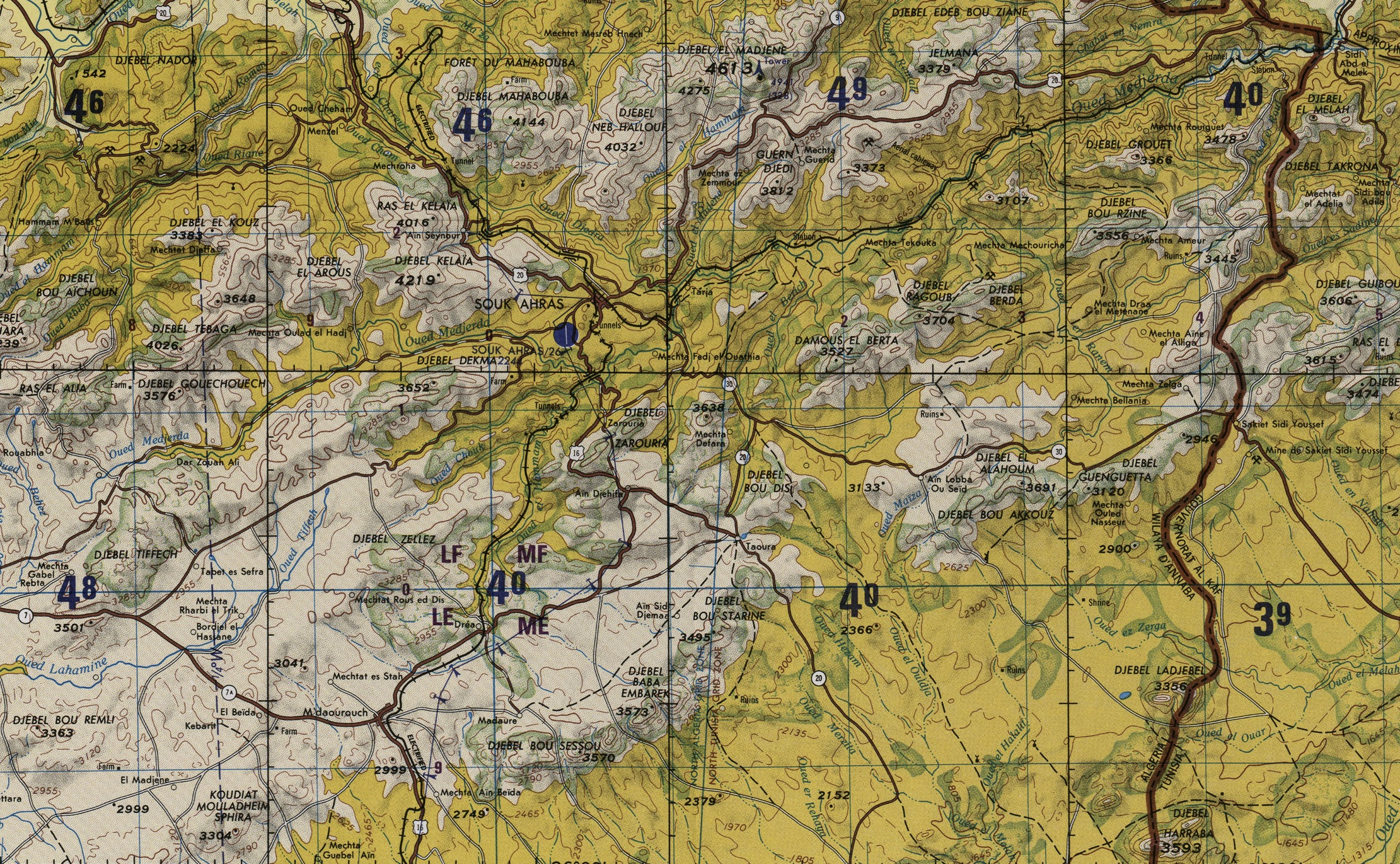
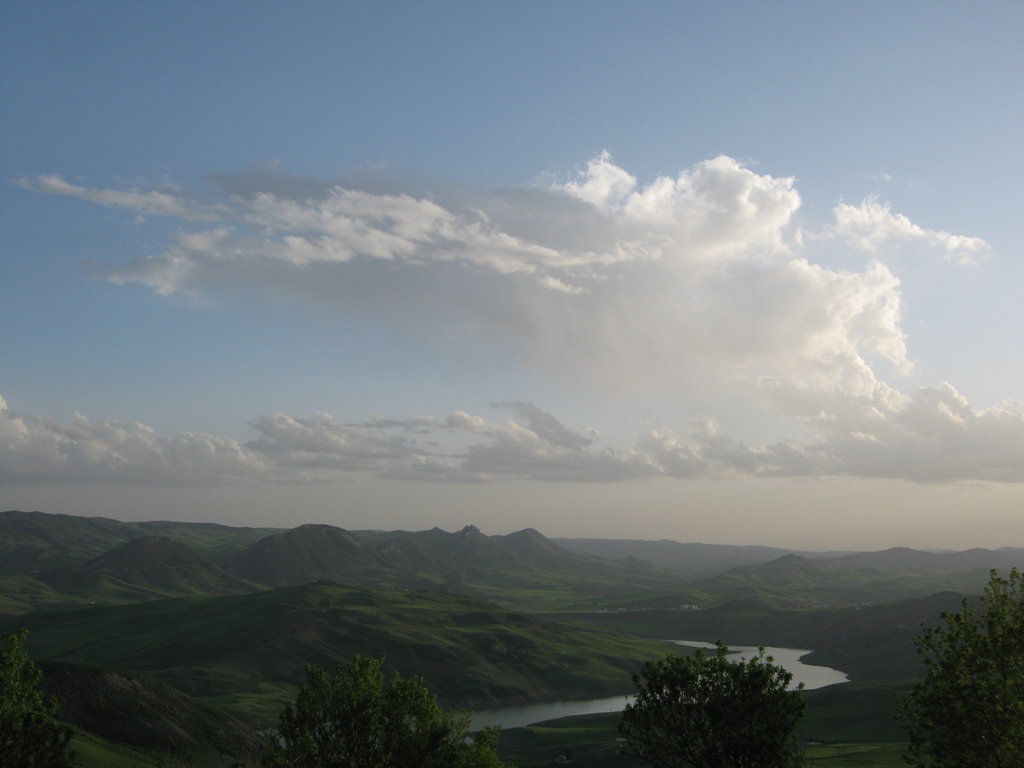
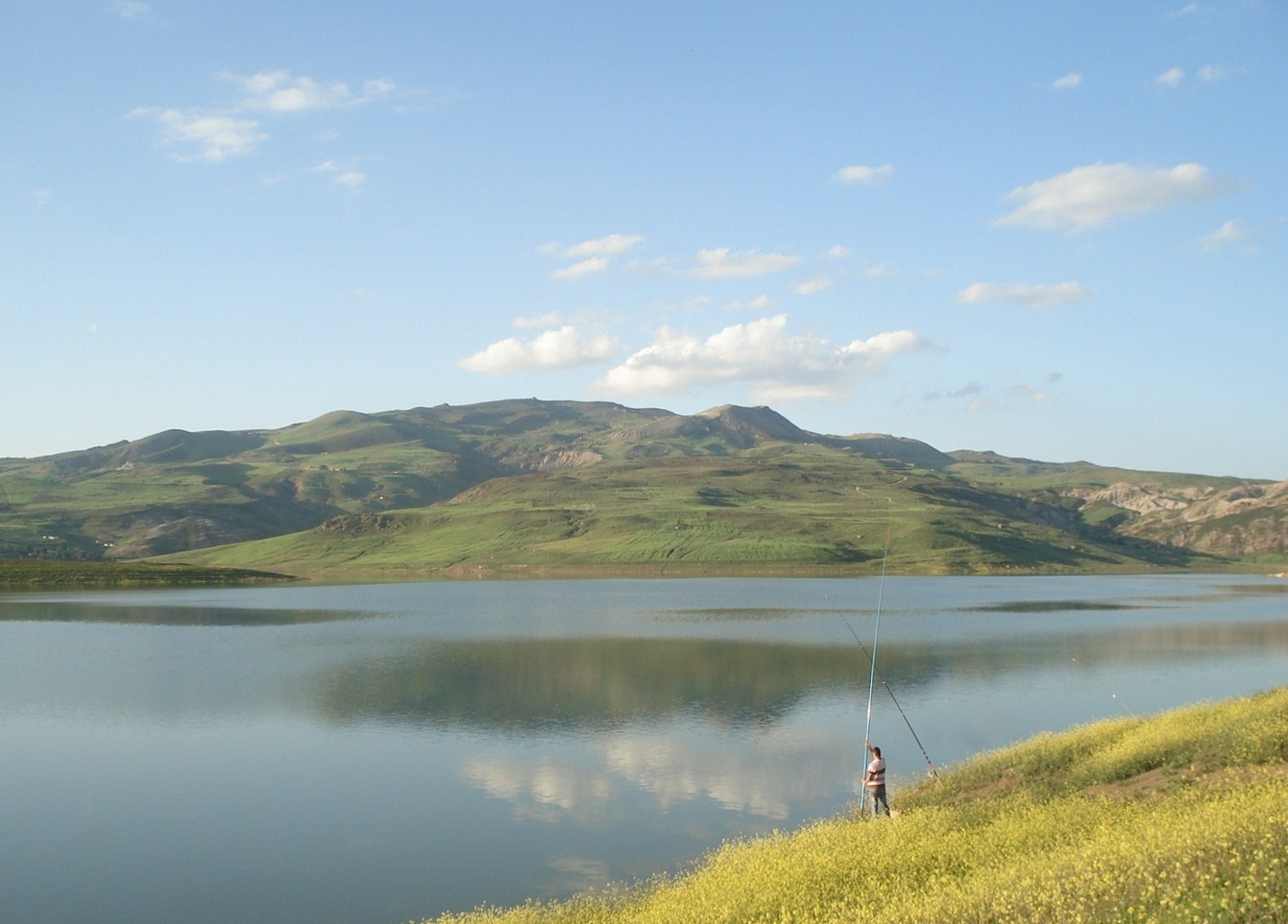